# Parapet Peak
Parapet Peak är en bergstopp i Kanada.   Den ligger på gränsen mellan British Columbia och Alberta, i den västra delen av landet, 3 200 km väster om huvudstaden Ottawa. Toppen på Parapet Peak är 3 031 meter över havet. Parapet Peak ingår i The Ramparts.
Terrängen runt Parapet Peak är bergig åt sydväst, men åt nordost är den kuperad.Trakten runt Parapet Peak är nära nog obefolkad, med mindre än två invånare per kvadratkilometer.. Det finns inga samhällen i närheten. 
Trakten runt Parapet Peak består i huvudsak av gräsmarker.